# Day Tripper
Vous lisez un « article de qualité » labellisé en 2022.
Singles de The Beatles
Help! / I'm Down
(1965) Paperback Writer/Rain
(1966)
Pistes de Yesterday and Today
What Goes On
Pistes de Past Masters
I'm Down We Can Work It Out
Day Tripper est une chanson des Beatles écrite et composée par John Lennon avec l'aide de Paul McCartney et signée Lennon/McCartney. Enregistrée aux studios EMI de Londres le 16 octobre 1965 durant les mêmes sessions que l'album Rubber Soul, la chanson est publiée en single le 3 décembre 1965 au Royaume-Uni sous le label Parlophone, et trois jours plus tard aux États-Unis. Pour la première fois de l'histoire du groupe, la chanson bénéficie d'une sortie en « double face A » sous l'impulsion de Lennon, qui ne souhaite pas que celle-ci soit occultée par le second single We Can Work It Out, majoritairement écrit et composé par Paul McCartney.
Day Tripper voit le jour au retour de la tournée nord-américaine des Beatles en 1965, alors que la popularité du groupe est internationale et la Beatlemania à son apogée. Le producteur George Martin et le manager du groupe Brian Epstein souhaitent la publication d'un nouvel album avant la fin de l'année 1965 et font pression sur le tandem Lennon/McCartney pour la création de nouvelles chansons. Day Tripper est donc écrite et composée par John Lennon dans sa maison à Weybridge dans un contexte de course contre la montre. Paul McCartney aide à l'harmonisation des rimes. La chanson est connue pour son riff principal de guitare, inspiré du titre Watch Your Step de Bobby Parker. Les paroles traitent principalement des effets procurés par le LSD, dont les Beatles font usage depuis le début de l'année 1965. Le titre raconte également une manipulation subie par le chanteur, dont la confiance est abusée par un personnage de séductrice.
Day Tripper est très bien accueilli par la critique musicale, et se classe en première position au UK Singles Chart et la cinquième au Billboard Hot 100. La chanson confirme le succès du groupe au Royaume-Uni et à l'étranger, et contribue à la popularisation du format en « double face A ». Pour le marché américain, elle est aussi incluse dans l'album Yesterday and Today en juin 1966. Elle figure dans la plupart des compilations des meilleurs succès du groupe.

## Genèse

### Contexte

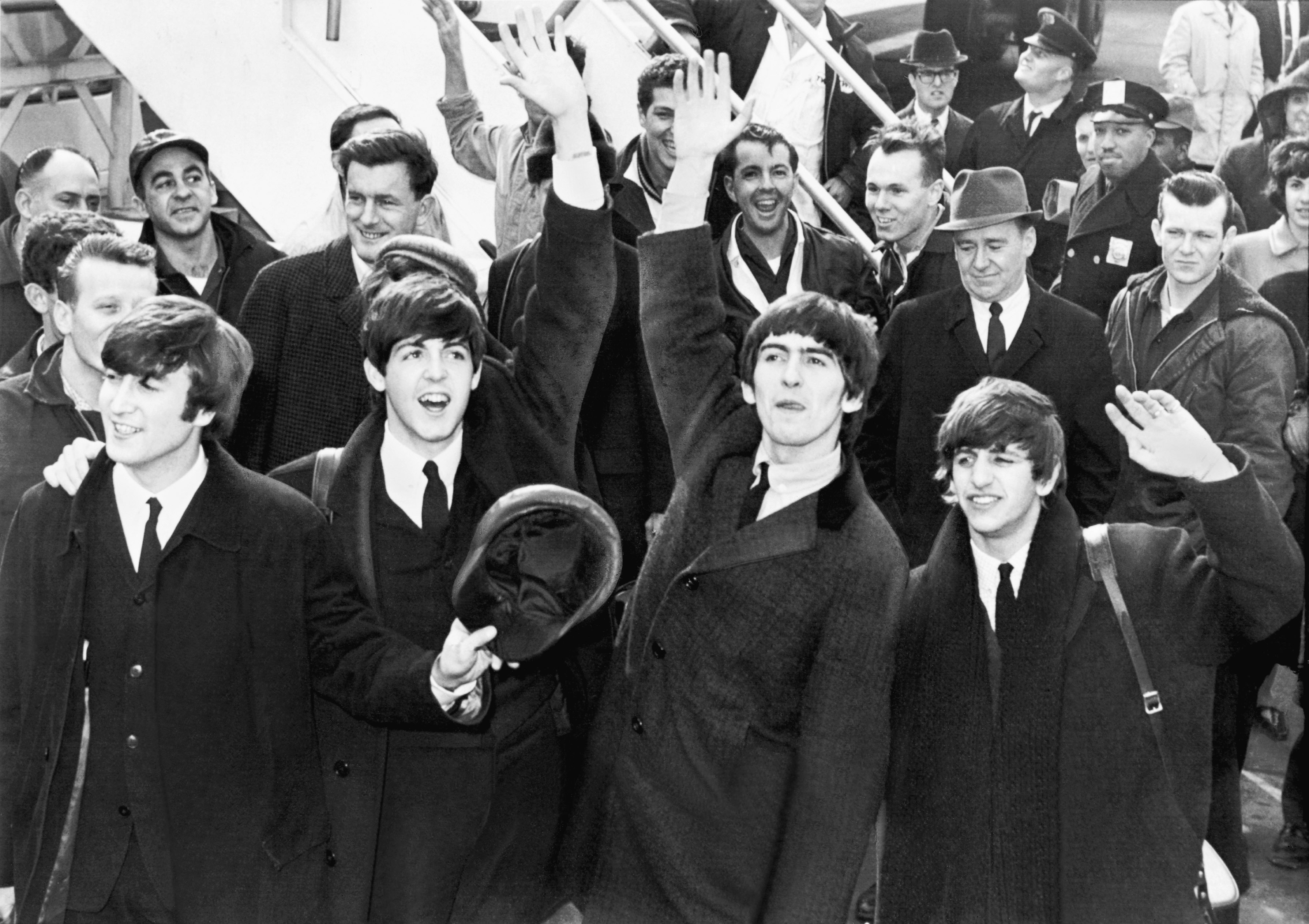
Les Beatles en tournée aux États-Unis en février 1964.

En 1965, les Beatles sont plus que jamais populaires. Surfant sur le phénomène de la Beatlemania, le groupe se promeut aux États-Unis en effectuant trois tournées en dix-huit mois, organisées par leur manager Brian Epstein. Le succès dépasse toutes les attentes, avec des audiences colossales lors de deux passages dans l'émission The Ed Sullivan Show en février 1964 et des concerts nécessitant des moyens humains et matériels sans précédent,. Le groupe joue notamment au Shea Stadium de New York devant près de 56 000 personnes, le 15 août 1965, ce qui constitue un record pour l'époque. Cette période est artistiquement enrichissante pour les musiciens, qui font des rencontres importantes, comme celles de Bob Dylan en 1964, qui les initie à la consommation de cannabis, et Elvis Presley l'année suivante,,. Le groupe élargit ses influences musicales à travers ces rencontres, à l'instar de George Harrison, qui montre un intérêt grandissant pour la musique folk rock après avoir fait la connaissance des membres du groupe The Byrds en 1965. Son initiation au LSD la même année le rapproche également de la musique indienne et de l'apprentissage du sitar.
Cependant, les concerts à répétitions, la pression des journalistes et le comportement hystérique de certains fans ont des effets négatifs sur le moral des Beatles, qui craignent même parfois pour leur vie. George Harrison déclare : « C'est le grand problème de la célébrité - les gens en oublient de se conduire normalement ». John Lennon vit particulièrement mal cette notoriété de plus en plus oppressante, et l'exprime à travers ses compositions dans l'album Help!, qui paraît en août 1965,. À la fin de la troisième tournée américaine, les Beatles s'octroient six semaines de congés dès leur retour au Royaume-Uni le 2 septembre 1965. Néanmoins, le producteur George Martin et Brian Epstein souhaitent maintenir un rythme de production soutenu et prévoient la publication d'un nouvel album avant Noël 1965. Paul McCartney et John Lennon commencent à organiser des séances d'écriture pour la réalisation des futures chansons de l'album. Cependant, en septembre 1965, Day Tripper n'est qu'un air folk à l'état d'ébauche.

### Écriture et composition

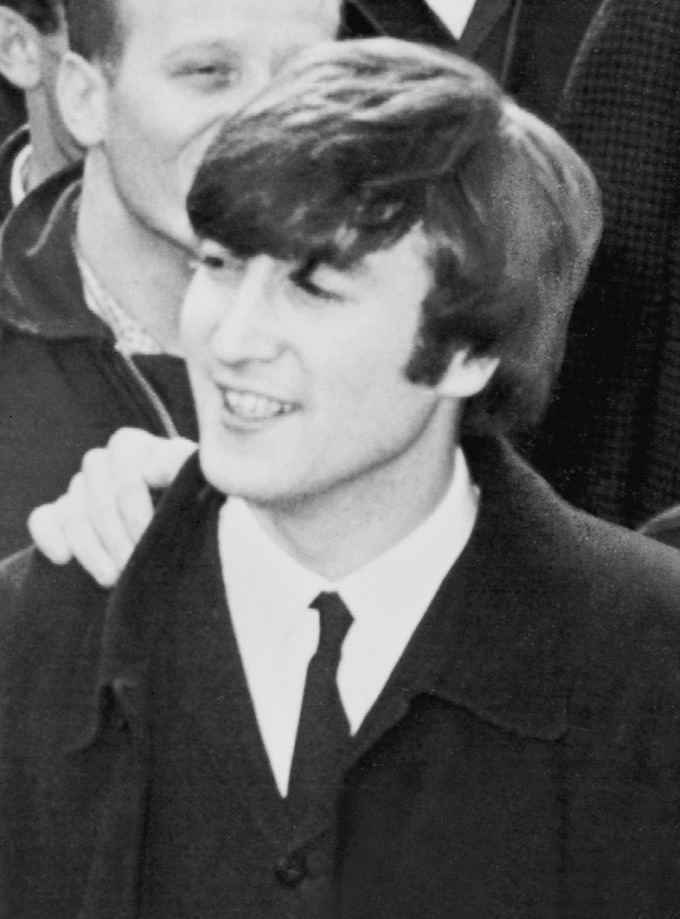
John Lennon est le principal auteur-compositeur de la chanson.

La chanson est écrite et composée en majorité par John Lennon à son retour de la dernière tournée américaine d'août 1965. Le contexte de sa création est inédit pour le tandem Lennon/McCartney, qui doit proposer à George Martin une douzaine d'autres chansons inédites en quelques semaines. Les deux musiciens admettent le caractère particulièrement difficile du projet et multiplient les séances de travail chez l'un et chez l'autre.
Day Tripper est ainsi composée dans la précipitation et s'inspire de la chanson Watch Your Step de Bobby Parker. Lennon déclare : « Day Tripper a été écrit dans l'urgence totale, basé sur une vieille chanson folk que j'avais écrite un mois auparavant. C'est venu très difficilement, et ça s'entend ». Paul McCartney ajoute que la chanson est écrite dans la maison de Lennon à Weybridge et qu'il a participé à sa co-écriture, notamment en harmonisant les rimes,. « On a tous les deux pas mal travaillé dessus. C'était des moments sympas de grande complicité », déclare t-il.

### Enregistrement

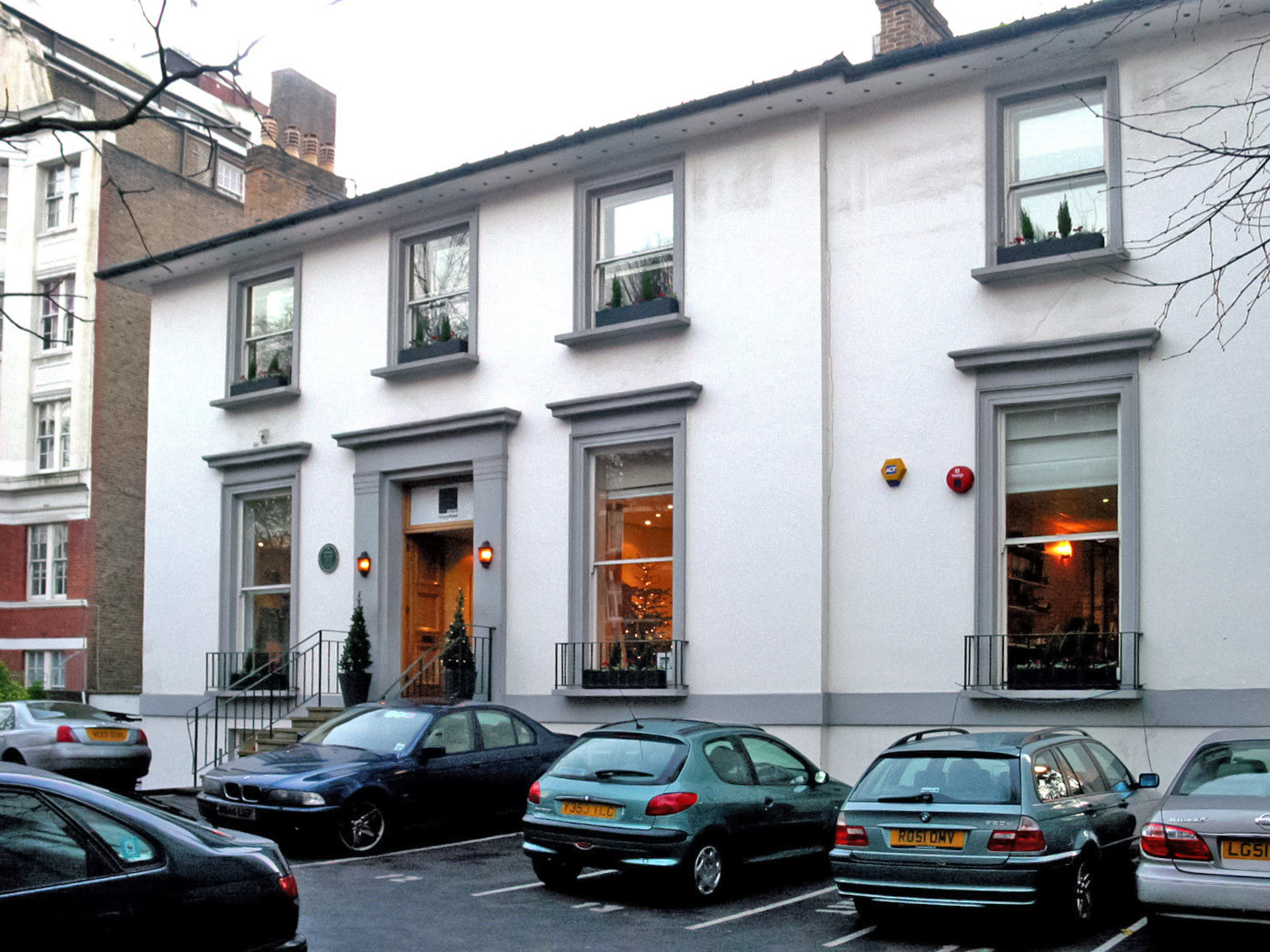
Day Tripper est enregistrée aux studios EMI de Londres le 16 octobre 1965 en musique.

Day Tripper est terminée dans les temps, juste avant que le groupe n'investisse les studios EMI de Londres pour sa première séance le mardi 12 octobre 1965 à 14 h 30. D'autres chansons font toutefois l'objet d’arrangements de dernière minute, comme Drive My Car tandis que certaines, comme Wait et What Goes On sont sélectionnées au dernier moment pour compléter la liste finale de l'album,. Malgré cette pression, c'est pourtant avec de plus en plus de plaisir et d’enthousiasme que les Beatles abordent les séances d'enregistrement. John Lennon déclare : « Techniquement et musicalement on s'améliorait. On a fini par prendre le pouvoir dans le studio. »
Day Tripper est enregistrée le samedi 16 octobre 1965 au sein du studio no 2, à partir de 19 heures. Comme pour deux précédentes séances des 12 et 13 octobre, George Martin officie en tant que producteur, Norman Smith est l'ingénieur du son principal, assisté du second ingénieur Ken Scott. Cynthia Lennon assiste exceptionnellement à la répétition, accompagnée des deux demi-sœurs de John Lennon. Trois prises sont nécessaires pour l'enregistrement : George Harrison est à la guitare principale et effectue le solo du pont, John Lennon joue de la guitare rythmique, Paul McCartney est à la basse, tandis que Ringo Starr officie à la batterie et au tambourin. La re-recording de la troisième prise se révèle assez complexe, alors que Lennon et McCartney doublent leurs voix sur le pont de la chanson, Harrison effectue le solo de guitare et double également sa partie de guitare principale. La chanson terminée, le groupe s'attèle à la première prise d'une des deux compositions de George Harrison, If I Needed Someone, puis s'arrête vers minuit. Un premier mixage audio de Day Tripper est effectué le lundi 25 octobre 1965, remplacé par deux autres de meilleure qualité le vendredi 29 octobre.

## Caractéristiques artistiques

### Musique

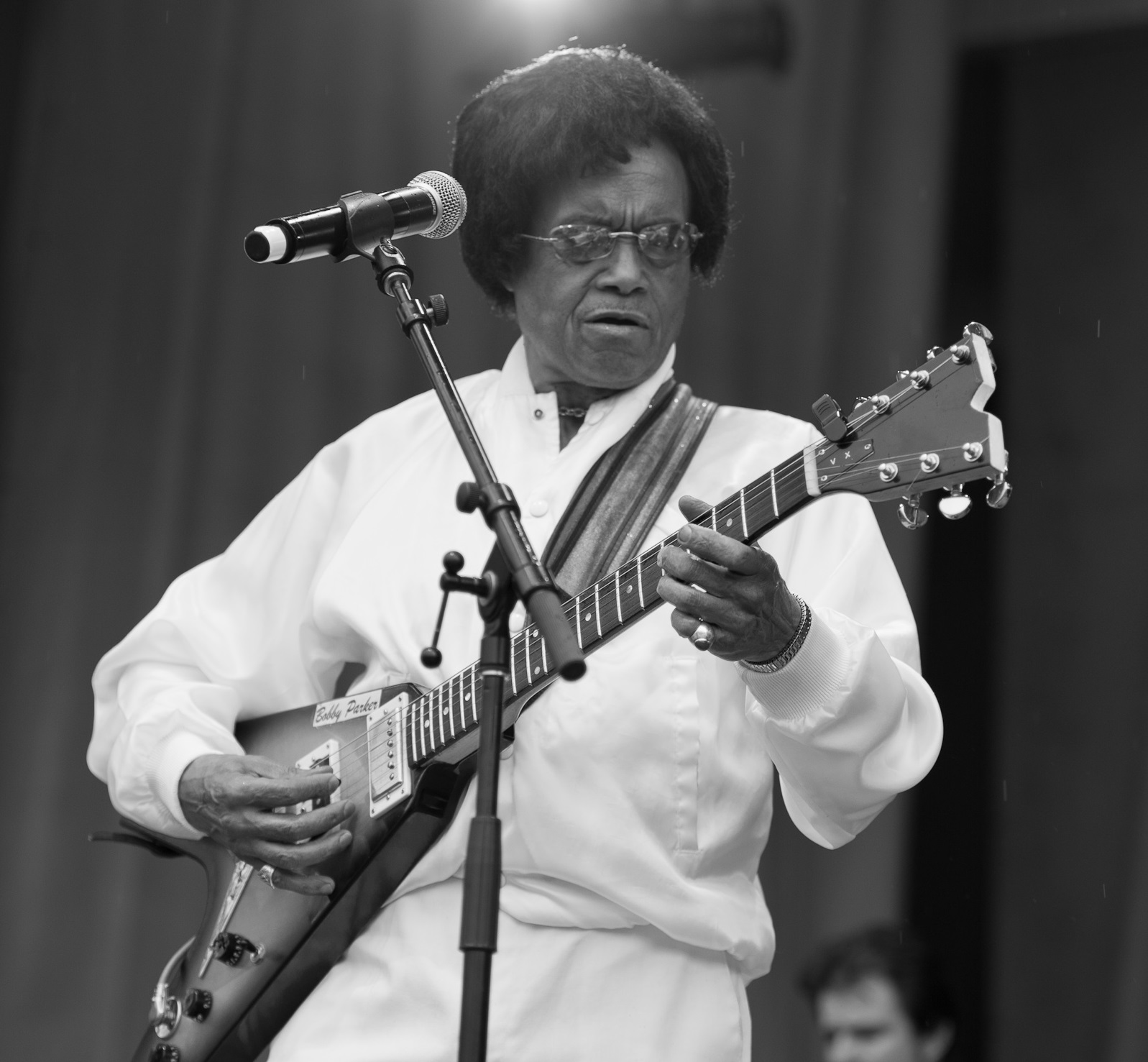
Le thème principal de guitare joué par John Lennon est inspiré de Watch Your Step de Bobby Parker.

Les Beatles utilisent les mêmes instruments sur Day Tripper et l'ensemble de Rubber Soul. Les instruments sont pour la plupart achetés plus tôt dans l'année pour l'enregistrement de l'album Help. John Lennon et George Harrison jouent sur deux Fender Stratocaster de modèle Sonic Blue. Quant à Paul McCartney, il utilise son habituelle basse Rickenbacker 4001S et se dote d'un nouvel amplificateur Fender, également utilisé par Harrison.
Le musicologue Alan W. Pollack établit que la structure rythmique de Day Tripper est de mesure 
 et que la chanson débute en mi majeur. Elle comporte une introduction, deux couplets suivis d'un pont, d'un autre couplet et se termine par une conclusion. L'introduction reprend le thème de guitare rythmique joué par George Harrison et composé par John Lennon, accompagné par la basse de Paul McCartney. « C'est ma chanson. Y compris le riff de guitare, le break de guitare et tout le reste » déclare Lennon. Le riff de guitare est semblable à celui joué sur Ticket to Ride. Après quatre mesures de rythme, Ringo Starr et John Lennon se joignent au duo en jouant respectivement du tambourin et un deuxième thème de guitare. Starr effectue un break de batterie sur ses toms et Paul McCartney entame le premier couplet au chant.
Le choix du groupe concernant le chanteur principal est inhabituel puisqu'il est d'usage que l'auteur-compositeur d'une chanson au sein du tandem Lennon/McCartney soit désigné comme tel. La progression de la chanson s'articule autour de la répétition du riff de guitare de John Lennon. Celui-ci change de tonalité au fur et à mesure de l'évolution des accords et l'accélération du rythme de la chanson, jusqu'à atteindre son paroxysme à la fin du solo de guitare interprété par Harrison. La chanson se termine par une coda similaire à l'introduction ; Pollack remarque qu'un des « deux chanteurs ou plus » se trompe en ajoutant accidentellement un « Yeah » après le premier « Day Tripper ».

### Paroles
Plusieurs niveaux de lecture sont possibles quant à la signification du titre Day Tripper. John Lennon déclare : « Ce n'était pas une chanson à message. C'était une chanson de défonce. » En effet, le mot Tripper se traduit comme « excursionniste », « voyageur d’un jour », mais fait en réalité référence aux lieux fictifs virtuellement visités lors des hallucinations causées par la drogue. Day Tripper est un jeu de mots voulu par Lennon pour décrire les personnes sous l'influence de substances psychotropes. « C'est juste un petit rock. Les Day Trippers sont des gens qui font un petit voyage dans la journée et sont rentrés le soir. Ils font une excursion en bateau, ou quelque chose comme ça. Cette chanson, c'est un peu (…) être un hippie seulement le week-end. » Les vers « Got a good reason for taking the easy way out » (« j’ai une bonne raison de prendre la tangente »), « It took me so long to find out, and I found out » (« J’ai mis si longtemps à trouver, et j’ai trouvé »), ou « One way ticket, yeah » (« un aller simple, yeah »), illustrent un trip (voyage) sous l'influence du LSD.
Par ailleurs, les paroles « she's a big teaser » traduites comme « c'est une grosse allumeuse » abordent les thématiques de la séduction et de manière plus sous-entendue la sexualité, le personnage féminin étant considérée comme une « taquineuse de sexes » qui manipule le chanteur, selon Paul McCartney. Le musicien précise que ces nombreux sous-entendus ne sont « probablement pas compris par le grand public anglais » lors de la sortie du disque. « Le coup de la prick teaser nous a beaucoup amusés. Quand vous écrivez seul, vous n'avez pas toujours le cran d'oser toutes ces choses » conclut-il.

### Interprètes
- Musiciens :
  - John Lennon : chant, guitare rythmique
  - Paul McCartney : chant, basse
  - George Harrison : guitare principale, chœurs
  - Ringo Starr : batterie, tambourin
- Personnel technique (enregistrement du 16 octobre 1965) :
  - George Martin : producteur
  - Norman Smith : ingénieur du son
  - Ken Scott : second ingénieur

## Parution et réception

### Sortie et clip musical
Day Tripper paraît en single le 3 décembre 1965 au Royaume-Uni sous le label Parlophone, le même jour que l'album Rubber Soul. Le titre bénéficie d'une sortie en double face A avec la chanson We Can Work It Out. En effet, il s'agit d'une première dans l'histoire du groupe, John Lennon ne souhaitant pas que Day Tripper soit reléguée au second plan par We Can Work It Out, jugée meilleure par EMI. La major trouve un compromis et crée l'un des premiers formats en « double face A » de l'histoire du rock, ce qui ne l'empêche pas d'effectuer une meilleure promotion pour We Can Work It Out. Ce format est par la suite repris pour d'autres 45 tours du groupe, comme Yellow Submarine / Eleanor Rigby en 1966 ou Penny Lane / Strawberry Fields Forever l'année suivante,. La chanson arrive en France en mars 1966 sur la face B d'un 45 tours EP (« super 45 tours ») ; elle est accompagnée de Norwegian Wood. Sur la face A figurent We Can Work It Out et You Won't See Me.
Les deux singles sont accompagnés par plusieurs clips musicaux qui en font la promotion, réalisés le 23 novembre 1965 aux Twickenham Film Studios. L'une des photographies effectuées durant la session illustre la pochette du single. L’ensemble du travail est effectué de nuit et comprend également le tournage des clips d'autres singles précédemment sortis comme Ticket to Ride et I Feel Fine. Pour Day Tripper, Paul McCartney est à la basse, Ringo Starr à la batterie, John Lennon à la guitare rythmique, tandis que George Harrison est à la guitare solo et joue le riff principal de la chanson, comme lors de l'enregistrement du single. Le 3 janvier 1966, ce clip promotionnel est présenté dans un club de rock 'n' roll de Los Angeles. Trois jours plus tard, le single est certifié disque d'or aux États-Unis.

### Tournée et succès commercial
Le groupe entame entame sa dernière tournée en Grande-Bretagne, le même jour que la sortie des deux singles. Cette série de concerts marque la dernière tournée des Beatles au Royaume-Uni, et s'achève par une représentation à Cardiff le 12 décembre 1965. We Can Work It Out arrive en tête du Billboard Hot 100 en janvier 1966. La chanson de Paul McCartney a davantage de réussite que Day Tripper, qui n'atteint que la cinquième position du classement aux États-Unis. Plus d'un million de copies du disque sont vendues au Royaume-Uni, où les deux singles montent à la première place.
La sortie du single Day Tripper coïncide avec la fin d'une ère de production intense pour le groupe, puisqu'après sa parution, les Beatles cessent d'enregistrer deux albums par an. Les musiciens et l'équipe technique prennent deux mois de repos au début de l'année 1966 pour se remettre des trois dernières années de travail. L'ingénieur du son Norman Smith, qui officie dans les studios EMI depuis 1959, est promu producteur et cesse sa collaboration avec le groupe. En effet, George Martin ne souhaite pas que Smith occupe à la fois les deux fonctions, au risque d'être relégué au second plan. Ce dernier est remplacé par le jeune Geoff Emerick dès 1966,.

### Accueil critique
L'accueil critique réservé à Day Tripper est très positif, de même que pour l'ensemble de l'album Rubber Soul. Pour Mark Lewisohn, « le single un est des points forts de la carrière du groupe, un disque très fort sur les deux faces », faisant également référence à We Can Work It Out. Le musicologue Alan Pollack met à l'honneur le jeu de guitare de John Lennon, en soulignant que « c'est la première fois qu'une chanson des Beatles apporte la signature d'un riff de guitare inoubliable ». Nicolas Dupuy note que le single « confirme magistralement la maturité musicale du groupe dont les Beach Boys prendront note pour l'enregistrement de leur Pet Sounds ».
Plus récemment, Richie Unterberger du site AllMusic, déclare que « Le morceau est une bonne vitrine pour les talents quelque peu sous-estimés des Beatles en tant que chanteurs, en particulier dans l'exécution granuleuse des lignes de McCartney pendant les couplets et la voix de fausset dont fait usage Lennon durant le refrain final. » Pour Bruce Eder, du même site, Day Tripper « offre une preview de l'album à venir - Revolver ». Rolling Stone souligne également l'impact musical de l'ensemble de la musique de Rubber Soul, précisant que l’album « a coupé l'histoire de la musique pop en deux à sa sortie en décembre 1965 ». Le magazine précise que « Day Tripper marche sur les plates-bandes des groupes garage avec un solide riff de guitare ».

### Postérité et reprises

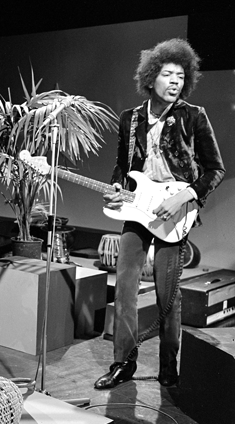
Day Tripper est reprise dans un registre rock par le guitariste Jimi Hendrix.

Grâce au succès de Day Tripper, les Beatles s'imposent comme un groupe incontournable de la pop et du rock des années 1960. Selon le musicien multiinstrumentiste John Kruth, le célèbre riff de guitare composé par John Lennon « est une partie que chaque jeune guitariste britannique ou américain doit apprendre ». Les Fab Four s'inspirent eux-mêmes de ce riff pour composer le single Paperback Writer en 1966. « Paperback Writer, c'est l'enfant de Day Tripper », déclare John Lennon en 1980. Day Tripper figure par ailleurs sur plusieurs compilations du groupe. La chanson bénéficie d'un nouveau mixage audio en novembre 1966 afin de paraître sur l'album A Collection of Beatles Oldies, qui sort presque un an jour pour jour après le single. Six mois plus tôt, Day Tripper est publiée sur l'album Yesterday and Today, destiné au marché américain, et dont la pochette, qui met en scène les Beatles habillés en bouchers et recouverts de viande, fait scandale. 60 000 exemplaires sont mis en circulation puis retirés peu de temps après. La chanson est également présente sur l’Album rouge, sorti en 1973 et Past Masters, paru en 1988,. En 2000, Apple Records publie l'album 1, qui regroupe les 27 chansons des Beatles ayant atteint la première place au Royaume-Uni et aux États-Unis, parmi lesquelles Day Tripper et We Can Work It Out figurent. Le clip de la chanson est placé dans la compilation 1+, commercialisée en 2015, tandis que dans son édition de luxe, plusieurs clips musicaux de la chanson et de We Can Work It Out sont inclus.
Comme la plupart des chansons à succès des Beatles, Day Tripper bénéficie de reprises de la part de plusieurs artistes. Dès 1966, Otis Redding enregistre sa version, publiée sur l'album Complete & Unbelievable: The Otis Redding Dictionary of Soul. Le chanteur livre une version soul de la chanson, avec la présence de cuivres qui masquent le riff principal de guitare électrique de George Harrison. La même année, la chanteuse et actrice Mae West reprend la chanson en transposant les paroles suggestives à la première personne (« I'm a big teaser / I took him half the way there »). De son côté, le célèbre guitariste Jimi Hendrix interprète le titre dans un registre rock, mettant en avant le thème de guitare. Sa version est publiée sur l'album posthume The Jimi Hendrix Experience: BBC Sessions en 1998, qui comprend une série de célèbres chansons de rock 'n' roll enregistrées en 1967 pour le compte de la BBC Radio. D'autres artistes utilisent le riff de guitare pour l'inclure dans certaines chansons. C'est le cas d'Eric Clapton, qui l'emploie dès 1966 sur la reprise de What'd I Say de Ray Charles de son album Blues Breakers with Eric Clapton. Le thème de guitare est repris avec un solo de batterie et accompagné d'une partie d'orgue Hammond. Buffalo Springfield reprend également le thème des Beatles sur son titre Baby Don't Scold Me, qui est joué brièvement avant un solo de guitare. Enfin, le groupe Yes utile la célèbre partie de John Lennon sur la reprise d'Every Little Thing, un titre écrit par le tandem Lennon/McCartney.
Dans les années 2010, Day Tripper inspire le rappeur américain Rae Sremmurd, qui écrit la chanson Black Beatles en hommage aux Fab Four. L'artiste est en effet guidé par les paroles provocatrices de la chanson, qui l'aident à débuter son morceau. « Mon texte préféré est « she’s a big teaser ». Quand j’ai pensé à mon couplet sur Black Beatles, j’ai commencé par ces lignes parce que c’est ma chanson préférée des Beatles. Elle s’appelle Day Tripper » déclare t-il. Le titre remporte un grand succès commercial et atteint la première place au Billboard Hot 100 en 2016.

## Classements et certification
| Classement                              | Meilleure position |
| --------------------------------------- | ------------------ |
| États-Unis (Hot 100)                    | 5                  |
| Belgique (Wallonie Ultratop 50 Singles) | 12                 |
| Finlande (Suomen virallinen lista)      | 1                  |
| Pays-Bas (Single Top 100)               | 1                  |
| Royaume-Uni (UK Singles Chart)          | 1                  |
| Nouvelle-Zélande (RMNZ)                 | 8                  |
| Suède (Sverigetopplistan)               | 1                  |

| Pays       | Compagnie | Certification |
| ---------- | --------- | ------------- |
| États-Unis | RIAA      | Or            |

### Autres références
1. ↑  Belkacem Bahlouli, « Flashback : 9 février 1964, les Beatles au « Ed Sullivan Show » », sur Rolling Stone, 9 février 2021 (consulté le 12 novembre 2021).
2. 1 2 3 4  (en) Alan W. Pollack, « Notes on "Day Tripper" », sur icce.rug.nl, 2000 (consulté le 17 février 2022).
3. ↑  « Day Tripper : The Beatles : paroles, traduction, histoire… », sur yellow-sub.net (consulté le 6 février 2022).
4. 1 2  (en) Richie Unterberger, « Day Tripper -The Beatles », sur AllMusic (consulté le 6 février 2022).
5. 1 2  (en) « We Can Work It Out », sur beatlesbible.com, 2008 (consulté le 8 février 2022).
6. ↑  (en) « Day Tripper », sur beatlesbible.com, 2008 (consulté le 8 février 2022).
7. ↑  Masanori Yokono, « 23. The Beatles (MEO 107) », sur yokono.co.uk (consulté le 28 mai 2022).
8. ↑  Livret du disque 1+.
9. ↑  (en) « We Can Work It Out », sur billboard.com (consulté le 11 février 2022).
10. ↑  (en) « Day Tripper », sur billboard.com (consulté le 15 août 2020).
11. ↑  (en) Bruce Eder, « The Beatles - Yesterday… and Today », sur AllMusic (consulté le 26 février 2022).
12. ↑  (en) Rob Sheffield, « 50 Years of ‘Rubber Soul’: How the Beatles Invented the Future of Pop », sur Rolling Stone, 2015 (consulté le 26 février 2022).
13. ↑  Belkacem Bahlouli, « Les titres orphelins - Day Tripper », Rolling Stone, no 43,‎ mai 2020, p. 129 (ISSN 1764-1071).
14. ↑  (en) Stephen Thomas Erlewine, « 1962-1966 Review by Stephen Thomas Erlewine », sur AllMusic (consulté le 16 mai 2022).
15. ↑  (en) « Past Masters Review by AllMusic », sur AllMusic (consulté le 16 mai 2022).
16. ↑  (en) Stephen Thomas Erlewine, « 1 Review by Stephen Thomas Erlewine », sur AllMusic (consulté le 16 mai 2022).
17. ↑  Livret de la compilation 1+.
18. ↑  (en) Mark Deming, « Complete & Unbelievable: The Otis Redding Dictionary of Soul Review », sur AllMusic (consulté le 27 septembre 2022).
19. ↑  (en) Daryl Easlea, « Otis Redding Dictionary of Soul Review », sur BBC, 2009 (consulté le 27 septembre 2022).
20. ↑  (en) Cub Koda, « The Jimi Hendrix Experience: BBC Sessions review », sur AllMusic (consulté le 27 septembre 2022).
21. ↑  (en) Sophie Smith, « ‘The Beano Album’: John Mayall’s Bluesbreakers And Eric Clapton Create A Classic », sur udiscovermusic.com, 22 juillet 2022 (consulté le 2 novembre 2022).
22. ↑  (en) Bruce Eder, « Yes Review », sur allmusic.com (consulté le 2 novembre 2022).
23. ↑  « La chanson Day Tripper des Beatles a influencé un numéro 1 des années 2010 », sur yellow-sub.net, 4 mars 2022 (consulté le 5 octobre 2022).
24. ↑  (en) Andrew Unterberger, « Black Beatles Is the No. 1 Song the Country Needs Right Now: Critic’s Take », sur Billboard, 14 novembre 2016 (consulté le 5 octobre 2022).
25. ↑  (en) The Beatles - Chart history – Billboard. Billboard Hot 100. Prometheus Global Media. Consulté le 2 novembre 2022.
26. ↑  Ultratop.be – The Beatles – Day Tripper. Ultratop 50. Ultratop et Hung Medien / hitparade.ch. Consulté le 2 novembre 2022.
27. ↑  (en) Finnishcharts.com – The Beatles – Day Tripper. Suomen virallinen lista. Hung Medien. Consulté le 2 novembre 2022.
28. ↑  (nl) Dutchcharts.nl – The Beatles – Day Tripper. Single Top 100. Hung Medien. Consulté le 2 novembre 2022.
29. ↑  (en) Archive Chart. UK Singles Chart. The Official Charts Company.
30. ↑  (en) Charts.org.nz – The Beatles – Day Tripper. RMNZ. Hung Medien. Consulté le 2 novembre 2022.
31. ↑  (en) Swedishcharts.com – The Beatles – Day Tripper. Singles Top 60. Hung Medien. Consulté le 2 novembre 2022.